# 다카하마미나토역
다카하마미나토역(일본어: 高浜港駅)은 일본 아이치현 다카하마시에 있는 나고야 철도 미카와선의 역이다. 역 번호는 MU07이다. manaca가 사용 가능하다.

## 역사
- 1914년 2월 5일: 미카와 철도의 역으로 영업 개시.
- 1941년 6월 1일: 미카와 철도가 나고야 철도의 합병으로 나고야 철도 미카와 선의 역이 됨.
- 1977년 5월 25일: 화물 영업 폐지, 측선 3선과 헤키난 방향의 화물 플랫폼 철거.
- 1983년 10월 21일: 단선화.
- 1985년 2월: 특근화(역원배치 시기 불명).
- 2005년
  - 8월 25일: 무인화.
  - 9월 14일: "트랜 패스" 도입.
- 2011년 2월 11일: IC카드 승차권 "manaca" 공용 개시.
- 2012년 2월 29일: 트랜 패스 공용 종료.
- 2016년 3월 10일: 2대 역사 공용 개시.

## 구조
1면 1선의 지상역이다. 과거에는 1면 2선의 섬식 승강장이었지만, 미카와 선 화물 영업 폐지와 열차 운행의 변경으로 이 역에서의 교행이 불필요해져 단선화되었다. 역사는 개통 당시의 모습을 남기고 있었지만, 재건축 공사로 해체되고 2016년 3월에 신역사가 완성되었다.

### 승강장
| 노선        | 방향 | 행선                            |
| ----------- | ---- | ------------------------------- |
| ■ 미카와 선 | 하행 | 미카와타카하마·가리야·지류 방면 |
| ■ 미카와 선 | 상행 | 헤키난 방면                     |

## 역 주변
역 앞에는 커다란 기와 기념물이 있다.
- 미나미 중학교
- 다카하마 초등학교
- 미나토 초등학교
- 다카하마 유치원
- 다이쇼지
- 다카하마 시 기모노의 마을 기와 미술관

## 사진

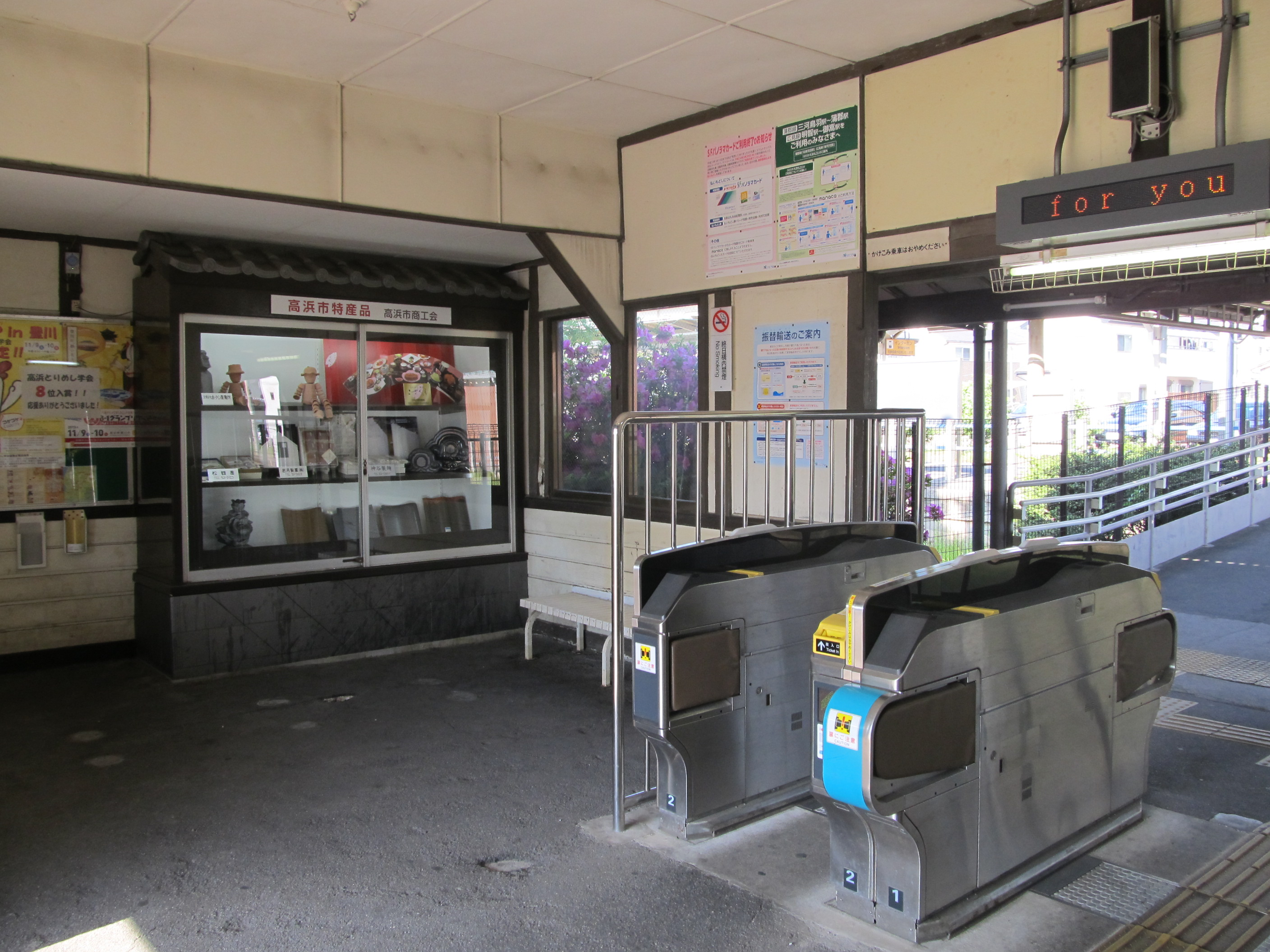
개찰구

## 인접역
| 나고야 철도 미카와선          | 나고야 철도 미카와선 | 나고야 철도 미카와선        |
| ----------------------------- | -------------------- | --------------------------- |
| MU06 미카와타카하마 지류 방면 | 보통                 | MU08 기타신카와 헤키난 방면 |